# Grid 2
Grid 2 es un videojuego de carreras de 2013 desarrollado y publicado por Codemasters para Microsoft Windows, PlayStation 3, Xbox 360. Es el segundo juego de la serie Grid. Feral Interactive lanzó la Reloaded Edition para OS X en septiembre de 2014. La secuela, Grid Autosport, fue lanzada el 24 de junio de 2014.

## Jugabilidad
El juego incluye numerosos lugares del mundo real y ciudades como París. También incluye vehículos de motor que abarcan cuatro décadas. Además, incluye un nuevo sistema de manejo que el desarrollador Codemasters ha denominado 'TrueFeel', cuyo objetivo es alcanzar un punto óptimo entre realismo y accesibilidad. Las carreras no incluyen una vista de cabina en primera persona. Codemasters mostró el popular modo de juego "Drift" en una vista previa del juego.
Los conductores reciben ciertos autos antes de algunos modos de carrera y pueden desbloquear otros a través de otros desafíos de vehículos. El jugador puede personalizar las libreas de los automóviles, utilizando diseños gráficos preestablecidos adaptados con colores o tonos variados.

### World Series Racing
World Series Racing (WSR) es un evento de carreras altamente competitivo que corre en varias pistas en varios continentes alrededor del mundo. También cuenta con un modo llamado "LiveRoutes" donde la pista del circuito cambia dinámicamente sin mapa de pista. Cuenta con tipos de carreras que incluyen Race, Time Attack, Drift, Eliminator, Checkpoint, Touge y Vehicle Challenges.
Un jugador asume el papel de un nuevo piloto reclutado por Patrick Callahan, un inversionista, para ayudar a lanzar el WSR desafiando a los pilotos de los clubes de carreras. Ganar carreras contra pilotos en clubes establecidos en América del Norte, Europa y Asia gana más fanáticos para la serie y lleva a los pilotos de esos clubes a aceptar unirse a la WSR.

## Mercadotecnia
En mayo de 2013, Codemasters lanzó una única edición especial del juego de £125,000 que incluía un superdeportivo BAC Mono con un trabajo de pintura con el tema de Grid y un recorrido por la fábrica de BAC.
"Grid 2" también patrocinó el Toyota #18 GameStop de Matt Kenseth durante un evento de NASCAR Nationwide Series en el Dover International Speedway.

## Recepción
Grid 2 recibió "críticas generalmente favorables", según el agregador de reseñas Metacritic.
IGN escribió positivamente sobre los gráficos, el audio y la jugabilidad del juego, y finalmente concluyó: "Una lista de autos bien seleccionada, un gran sentido de la velocidad y un modo de carrera bien pensado se combinan en un juego de carreras". eso es muy divertido de jugar". Game Informer elogió la naturaleza personalizada del modo World Series Racing, las rutas de pista alternativas y el modo multijugador, y señaló que no era particularmente innovador. PC Gamer escribió, "a pesar de todas sus imágenes de primera clase y su excelente manejo, de alguna manera el juego no parece creer que las carreras son lo suficientemente interesantes por sí solas", criticando la gastada historia del título mientras elogiando la IA realista y la variedad de modos. Destructoid, por el contrario, estaba decepcionado por la falta de juego de simulación y escribió, "en lugar de ofrecer una versión simplificada de sí mismo que está llena de diseño perezoso, oponentes de IA injustos, especial ESPN 'live ' Transmisiones que nadie realmente pidió, y para colmo, su narrador extrañamente irritante y fanáticos ruidosamente borrachos o completamente apáticos". Push Square pensó de manera similar, llamando al juego un corredor divertido pero seguro que carece tanto de impacto como de identidad, en contraste con su predecesor. GameSpot elogió el audio, las imágenes, el manejo, el modo multijugador y la variedad de eventos y se mostró en desacuerdo con la falta de personalización de la dificultad y la presencia de caídas ocasionales de cuadros. A "GamesRadar+" le gustó la intensidad del corredor, las imágenes, la variedad de la competencia y la cantidad de contenido, al tiempo que citó problemas menores como la falta de una vista de la cabina, las mejoras del coche para un solo jugador y el manejo inicialmente discordante.